# Hierodula fuscescens
Hierodula fuscescens es una especie de mantis de la familia Mantidae.

## Distribución geográfica
Se encuentra en las islas Fiyi en  Australia.